# 邵正元
邵正元（英文名：Shao Cheng-Yuan，1928年—2005年11月17日），河南省鹿邑县人，美籍华裔天文学家。

## 生平
1928年，邵正元生于中華民國河南省鹿邑县，1948年，邵正元随中国国民党移居台湾。1953年从國立台灣大學毕业后考入哈佛大学，博士毕业后留校任教。
1975年在他的建议下哈佛大學天文台以他家乡的名字鹿邑命名了第4776号小行星，那也是他儿子的名字。改革开放后曾多次回国讲学访问，并向紫金山天文台和中国科学院捐赠书籍仪器。
他晚年患帕金森氏症，于2005年11月17日在美国佛罗里达州塔拉哈西(Tallahassee)去世。

## 榮譽
因为他在小行星研究方面的贡献，1881号小行星以他的名字命名。

## 相关
- 小行星4776
- 小行星1881